# Cyrtodactylus serratus
Cyrtodactylus serratus este o specie de șopârle din genul Cyrtodactylus, familia Gekkonidae, ordinul Squamata, descrisă de Gregor Conrad Michael Kraus în anul 2007. Conform Catalogue of Life specia Cyrtodactylus serratus nu are subspecii cunoscute.